# Abassin Alikhil
Abassin Alikhil (* 19. April 1991 in Frankfurt am Main, Deutschland) ist ein afghanischer Fußballspieler.

## Karriere

### Im Verein
Alikhil startete seine Karriere in der Jugend des SKG Sprendlingen. Nachdem er die G-Jugend des SKG durchlaufen hatte, wechselte er 1999 in die F-Jugend von Eintracht Frankfurt. Nachdem er von der F-Jugend bis zur A-Jugend in den gesamten Jugendteams von Frankfurt gespielt hatte, gab er am 21. November 2009 sein Seniorendebüt für die Reservemannschaft der Eintracht beim 2:2 in der Regionalliga Süd gegen SV Darmstadt 98. Zur Saison 2010/11 rückte er permanent in die Reserve der Eintracht auf. Zur Saison 2013/14 wechselte Alikhil innerhalb der Regionalliga West zum Stadtrivalen FSV Frankfurt II. Doch nach nur einer Saison ging er in die Bayernliga Nord zu Viktoria Aschaffenburg, wo ihm in der ersten Saison der Aufstieg in die Regionalliga Bayern gelang. Nach nur einem Jahr musste die Mannschaft wieder in die Bayernliga absteigen, nachdem man am letzten Spieltag auf einen Abstiegs-Relegationsplatz rutschte und dort zweimal jeweils 1:2 gegen den FC Bayern Hof verlor. Nach dem Abstieg mit der Viktoria schloss er sich dem Hessenligisten SC Hessen Dreieich an. Er setzte sich sofort als Stammspieler durch und wurde zum Mannschaftskapitän ernannt. Mit dem Verein stieg er 2018 in die Regionalliga Südwest auf, jedoch nach einer Spielzeit als Tabellenletzter sofort wieder ab.  Nach dem Rückzug der Herrenmannschaft zur Saison 2022/23 wurde er zusammen mit seinem Nationalmannschaftskollegen Zubayr Amiri erneut in den Kader der zweiten Mannschaft von Eintracht Frankfurt aufgenommen, mit der er ebenfalls in der Hessenliga spielte und in 23 Spielen zwei Tore und drei Assists erzielte. Hier wurde Amiri zum dritten Mal in seiner Karriere Hessenligameister. Wiederum zusammen mit Amiri verblieb Alikhil zur Saison 2023/24 in der Liga und wechselte zum Hanauer SC 1960.

### Nationalmannschaft
Alikhil gab sein A-Länderspieldebüt für Afghanistan am 11. April 2011 gegen Nordkorea im Rahmen der AFC-Challenge-Cup-Qualifikation. Während des Turnieres bestritt er seine ersten drei Länderspiele für die afghanische Nationalmannschaft. Mittlerweile kommt er auf insgesamt 41 Einsätze für sein Land.

## Erfolge
Vereine
- Bayernliga-Meister: 2015 1 (Viktoria Aschaffenburg)

- Hessenliga-Meister (3): 2016/17, 2017/18 2 (beide Hessen Dreieich), 2022/23 2 (Eintracht Frankfurt II)

Nationalmannschaft
- Vize-Südasienmeister: 2015